# Municipio de Candela
El municipio de Candela es un municipio del estado de Coahuila, México. En el 2020 tenía 1,643 habitantes. Candela es la cabecera municipal y hay 4 comunidades ejidales: Huizachal, Valladares, San Pedro (Lomas Blancas) y Comunidad Candela; el río Candela cruza el territorio municipal.
La estación ferroviaria Candela se encuentra en territorio de Lampazos de Naranjo, Nuevo León; fue construida por órdenes de Don Venustiano Carranza.
En el municipio hay una escuela preescolar, dos primarias, una secundaria y una preparatoria.
La altitud del municipio de Candela es de 420 metros sobre el nivel del mar y tiene una superficie de 2,305.50 kilómetros cuadrados.
Candela limita con los municipios de Escobedo y Progreso, y con el estado de Nuevo León al norte y al este, al sur limita con el municipio de Castaños, al noreste con Abasolo y al oeste con Monclova.
En el territorio municipal se encuentran el Cerro El Carrizal, la Sierra de La Rata, la Sierra Pájaros Azules y la Mesa de Catujanos.

## Localidades
En el Censo de 2020 el municipio de Candela contaba con 6 localidades.
| Código INEGI      | Localidad         | Población (2020) |
| ----------------- | ----------------- | ---------------- |
| 050050001         | Candela           | 1 404            |
| 050050011         | El Huizachal      | 209              |
| Otras localidades | Otras localidades | 30               |
| Total municipal   | Total municipal   | 1 643            |